# Étienne Péclard
Pour les articles homonymes, voir Péclard.
Étienne Péclard est un violoncelliste français né à Verrines-sous-Celles le 21 décembre 1946.

## Biographie
Étienne Péclard naît le 21 décembre 1946 à Verrines-sous-Celles (Deux-Sèvres). 
Il étudie au Conservatoire de Besançon, où il obtient un 1er prix de violoncelle en 1962, avant d'entrer au Conservatoire de Paris dans la classe d'André Navarra, obtenant un 1er prix en 1967, et en musique de chambre auprès de Jacques Février et Joseph Calvet (respectivement 1er prix en 1967 puis 1er prix en musique de chambre professionnelle en 1968). 
Il poursuit entre 1971 et 1974 en cycle de perfectionnement avec Jean Hubeau et Christian Lardé.  
Lauréat des concours internationaux de Vienne, Munich et Barcelone, il est, de 1977 à 1990, violoncelle solo de l’Orchestre philharmonique de Radio France, puis de l’Orchestre de Paris, sous la direction de Daniel Barenboïm,. 
En 1990, Étienne Péclard est nommé violoncelle solo de l’Orchestre national Bordeaux Aquitaine (ONBA). 
Il enseigne au Conservatoire à rayonnement régional de Bordeaux et se joint à Roland Daugareil et Tasso Adamopoulos pour former le Trio Sartory. Il est également membre du Quatuor de Bordeaux, quatuor à cordes de l'ONBA. 
Étienne Péclard a enregistré avec l’ONBA, dirigé par Alain Lombard, le Double Concerto de Brahms de Johannes Brahms, la Symphonie concertante, op. 125 de Sergueï Prokofiev et Schelomo d’Ernest Bloch ; en 1999, il obtient un vif succès en interprétant Tout un monde lointain… d’Henri Dutilleux, dirigé par Hans Graf. En novembre 2003, il interprète le concerto de Saint-Saëns sous la baguette de son ami Frédéric Lodéon. Juin 2005 lui permet de retrouver son complice Tasso Adamopoulos pour Don Quichotte poème symphonique de Richard Strauss, avec l'ONBA dirigé par Armin Jordan.